# NGC 4098
NGC 4098 (również NGC 4099, PGC 38365 lub UGC 7091) – zderzenie dwóch galaktyk spiralnych, znajdujące się w gwiazdozbiorze Warkocza Bereniki. System ten oddziałuje grawitacyjnie z kolejną parą galaktyk spiralnych VV062a i VV062b.
Galaktyki te odkrył William Herschel 26 kwietnia 1785 roku, choć widział je w swoim teleskopie jako pojedynczy obiekt (podobnie jak inni wcześni obserwatorzy), gdyż są one w zaawansowanej fazie zderzenia. John Dreyer skatalogował ten obiekt dwukrotnie – jako NGC 4098 i NGC 4099, jednak w wydanej w 1912 roku pracy zawierającej dzieła zebrane Williama Herschela, przyznał, że NGC 4099 jest najprawdopodobniej oznaczeniem zdublowanym i zbędnym.